# Мартіньш Карсумс
Мартіньш Карсумс (латис. Mārtiņš Karsums; 26 лютого 1986, м. Рига, СРСР) — латвійський хокеїст, правий нападник. Виступає за «Динамо» (Рига) у Континентальній хокейній лізі.
Вихованець хокейної школи БХС. Виступав за (Призма) (Рига), ХК «Рига 2000», «Монктон Вайлдкетс» (QMJHL), «Провіденс Брюїнс» (АХЛ), «Бостон Брюїнс», «Тампа-Бей Лайтнінг», «Норфолк Адміралс» (АХЛ), «Динамо» (Рига).
В чемпіонатах НХЛ — 24 матчі (1+5).
У складі національної збірної Латвії учасник зимових Олімпійських ігор 2010 (4 матчі, 0+2), учасник чемпіонатів світу 2008, 2009 і 2010 (14 матчів, 5+6). У складі молодіжної збірної Латвії учасник чемпіонатів світу 2003 (дивізіон II), 2004 (дивізіон I), 2005 (дивізіон I) і 2005 (дивізіон I). У складі юніорської збірної Латвії учасник чемпіонатів світу 2001 (дивізіон I), 2002 (дивізіон I) і 2003 (дивізіон I).